# Criptarquía
Criptarquía (de criptos, oculto y arquía, gobierno) es una forma de gobierno u organización que permanece discreta por algún motivo. Puede hacer referencia a:
- Una sociedad secreta, sobre todo si se le supone la pretensión de gobernar el mundo.

- Un ejército secreto, denominación que se aplica a un grupo armado clandestino (habitualmente considerado a sí mismo como movimiento de liberación nacional, guerrilla o resistencia y por sus opuestos como grupo terrorista) que aspira a convertirse en un estado, sobre todo si ha logrado funcionar clandestinamente como tal entre parte de la población, que cumple sus órdenes (por adhesión voluntaria o a la fuerza) aunque no provengan de la autoridad pública que éste cuestiona. Ejemplos serían la Resistencia francesa (durante la Segunda Guerra Mundial), el IRA (Ejército Republicano Irlandés, durante la Independencia de Irlanda y en la comunidad católica del conflicto de Irlanda del Norte), el Frente de Liberación Nacional (Argelia) (durante la Independencia de Argelia), etc.
- Criptarquía entendida como monarquía privada (o con el nombre peyorativo de territorios de pacotilla), es una reivindicación de soberanía realizada de forma unilateral por un pretendiente (habitualmente a algún título de monarquía, bien existente o bien imaginario), pero sin consecuencias en el sistema internacional por no ser reconocida por ningún estado.

- Un ejemplo fue el Reino de la Araucanía y la Patagonia; o más actualmente el principado de Sealand.
- En muchas ocasiones suele ser una simple provocación o incluso una broma, puesto que ni siquiera el pretendiente toma su reivindicación en serio (el escritor Javier Marías ejerce literariamente como titular del Reino de Redonda).
- En otras ocasiones es resultado de una patología psiquiátrica: la megalomanía (el tópico usual de quien se cree Napoleón, muy frecuente desde 1814, o casos semejantes).
- En algunas ocasiones históricas, la aparición de alguien que dice ser el heredero perdido de un trono o el legítimo rey dado por muerto o suplantado, o determinadas creencias religiosas de contenido semejante ha dado origen a verdaderos movimientos sociales que reciben el nombre de:

- mesianismo (por el Mesías de la religión judía),
- sebastianismo (por el rey Don Sebastián de Portugal, muerto en la batalla de Alcazarquivir)
- o el más genérico de milenarismo (originalmente relacionado con la segunda venida de Cristo, pero que se aplica por la antropología a muy distintos contextos, como los cultos cargo en Melanesia).
- En el Islam, especialmente en el chiismo, hay una figura denominada Mahdí o imán oculto cuya identificación con una persona concreta ha producido históricamente movimientos similares.
- En Rusia fueron muy importantes las rebeliones suscitadas por el denominado Falso Dimitri.
- En Francia, fue el caso de El hombre de la máscara de hierro (de finales del siglo XVII, muy tratado por la literatura y el cine) y de Luis XVII (hijo del guillotinado Luis XVI y que murió o desaparició bajo el gobierno revolucionario).
- Desde 1918 el objeto más frecuente de este tipo de especulaciones fue la familia imperial rusa (los Romanov, fusilados por los soviéticos), especialmente Anastasia Nikoláyevna de Rusia.

No debe confundirse monarquía privada con el cargo del privado o valido dentro de una monarquía, que es la persona de confianza del monarca que ejerce el poder por él.
En la Iglesia católica se nombran obispos titulares, es decir, obispos de antiguas sedes episcopales donde en la actualidad no hay fieles y para las cuales no se confía alguna responsabilidad a los obispos titulares, cuyas funciones son, por ejemplo, las de obispos auxiliares de otras diócesis. Estos no tienen ninguna relación con criptarquía.